# Ligyra alula
Ligyra alula är en tvåvingeart som först beskrevs av Mario Bezzi 1906.  Ligyra alula ingår i släktet Ligyra och familjen svävflugor. Inga underarter finns listade i Catalogue of Life.